# Colli Orientali del Friuli Rosazzo rosso
Le Colli Orientali del Friuli Rosazzo rosso est un vin rouge italien de la région Frioul-Vénétie Julienne doté d'une appellation DOC depuis le 20 juillet 1970. Seuls ont droit à la DOC les vins rouges récoltés à l'intérieur de l'aire de production définie par le décret. Les vignobles autorisés se situent au nord - est de la province d'Udine dans les communes de Tarcento, Nimis, Faedis, Povoletto, Attimis, Torreano, San Pietro al Natisone, Prepotto, Premariacco, Buttrio, Manzano, San Giovanni al Natisone et Corno di Rosazzo.
Rosazzo est une sous-zone dans le Sud des Colli Orientali.
Voir aussi les articles Colli Orientali del Friuli Cialla rosso et Colli Orientali del Friuli rosso.

## Caractéristiques organoleptiques
- couleur: rouge rubis intense avec une tendance vers un rouge grenat
- odeur: caractéristique, vineux
- saveur: sec, plein, agréable

Le Colli Orientali del Friuli Rosazzo rosso se déguste à une température comprise entre 14 et 16 °C. Il se gardera 3 - 5 ans.

## Production
Province, saison, volume en hectolitres :
- Udine (1996/97) 169,61